# Lagos (stato)
Lagos è uno Stato della Federazione Nigeriana, istituito nel 1967.

## Geografia
All'interno di questa città-stato omonima di Lagos con il suo agglomerato urbano, occupa interamente la superficie dello stato nigeriano.
Lagos è divisa in più zone: la zona amministrativa risiede sull'isola di Ikeja, l'aeroporto internazionale Murtala Muhammed sulla terraferma e la malfamata periferia nell'estremo nord in direzione Ibadan.
Lagos è stata la capitale della Nigeria dai tempi della colonizzazione fino al 1991, data in cui fu scelta Abuja al centro del paese.

## Società
La popolazione è per il 70% di etnia Yoruba, 20% Hausa e 10% Ibo. La convivenza fra le medesime etnie non è mai stata facile soprattutto nel quartiere periferico di Ibuza (Ibo) e nel territorio Hausa.
Nella mitologia degli Ibo occidentali la dea Obisha avrebbe scacciato i nemici Hausa dal quartiere di Ibuza per dare al popolo una posizione privilegiata nella "enorme metropoli".
Gli Yoruba di Lagos parlano un antico dialetto di ceppo Kwa con influssi Fon: lo Yoruba-Nguru.
Gli Hausa musulmani si sono stabiliti nello Stato in seguito alle scorribande di Usman Dan Fodio che pur perdendo la guerra contro gli Yoruba a Ibadan ha lasciato nello yorubaland diverse tracce della sua presenza sotto forma di persone fortemente islamizzate come lo era lui.
La religione è una delle principali colpevoli dei disordini nella città: gli Yoruba sono principalmente cristiani-animisti, gli Hausa fortemente islamizzati e gli Ibo cattolici o protestanti, questa frammentazione pesa molto sulla convivenza cittadina che fortunatamente è molto migliorata negli ultimi anni.
Etnie: Yoruba 70%; Hausa 20%; Ibo 10%
Religioni: cristiana 60%; musulmana 25%; animista 15%

## Suddivisioni
Lo stato di Lagos è suddiviso in venti aree a governo locale (local government area):
Divisione di Ikeja:
- Agege
- Alimosho
- Ifako-Ijaye
- Ikeja
- Kosofe
- Mushin
- Oshodi-Isolo
- Shomolu

Divisione di Lagos:
- Apapa
- Eti-Osa
- Lagos Island
- Lagos Mainland
- Surulere

Divisione di Badagry:
- Ajeromi-Ifelodun
- Amuwo-Odofin
- Ojo
- Badagry

Divisione di Ikorodu:
- Ikorodu
- Kubota

Divisione di Epe:
- Ibeju-Lekki
- Epe